# Миниатюрна литория
Миниатюрните литории (Litoria microbelos) са вид земноводни от семейство Дървесници (Hylidae).
Срещат се в северните части на Австралия.
Таксонът е описан за пръв път от австралийския зоолог Харълд Когър през 1966 година.